# Fedor Škubonja
Fedor Škubonja (Murter, 22. lipnja 1924. – Bol, 23. travnja 2008.) bio je hrvatski filmski redatelj i scenarist. Samostalno je počeo režirati zel 1950. Za srednjometražni dječji film "Izgubljena olovka (1960.)", prema scenariju supruge S. Borisavljević, nagrađen je Zlatnim lavom u Veneciji. Hvaljen mu je i film "Nizvodno od sunca (1969.)", Zlatna arena u Puli. Usporedno je režirao i dokumentarne filmove.

## Životopis
Završio je Visoku filmsku školu, a zatim je diplomirao režiju na Akademiji za pozorišnu umetnost  u Beogradu 1957. Nakon više namjenskih filmova, srednjometražnim igranim filmom za djecu "Izgubljena olovka" (1960.), s radnjom u BiH, ali snimljenom u hrvatskoj produkciji, osvojio je Zlatnoga lava za dječji film na festivalu u Veneciji (1961.). Režirao je dva igrana dugometražna filma, u hrvatskoj produkciji film za djecu "Veliko suđenje" (1961.), i u crnogorsko-srpskoj produkciji film "Nizvodno od sunca" (1969.), dobitnika "Zlatnih arena" za film, režiju i scenarij na festivalu u Puli, te još dvadesetak namjenskih i dokumentarnih filmova.